# Scolecomorphus kirkii
Scolecomorphus kirkii é uma espécie de anfíbio gimnofiono da família Caeciliidae. Está presente no Malawi e na Tanzânia.